# Seznam ministrů České republiky bez portfeje
Seznam ministrů bez portfeje České republiky představuje chronologický přehled osob, které byly členy vlády České republiky, ale nebyly pověřeny řízením žádného ministerstva:

## V rámci československé federace (1969–1992)
| –   |  | Ministr              | Ministr                  | Strana    | Funkční období od – do               | Gesce                                                        |
| --- |  | -------------------- | ------------------------ | --------- | ------------------------------------ | ------------------------------------------------------------ |
| 1.  |  | František Jaška      | Není dostupný portrét    | KSČ       | 8. ledna 1969 – 29. září 1969        |                                                              |
| 2.  |  | Antonín Pospíšil     |                          | ČSL       | 11. února 1971 – 9. prosince 1971    |                                                              |
| 3.  |  | Rostislav Petera     | Není dostupný portrét    | ČSL       | 9. prosince 1971 – 13. října 1980    |                                                              |
| 4.  |  | Karel Löbl           | Není dostupný portrét    | ČSS       | 4. listopadu 1976 – 5. prosince 1989 |                                                              |
| 5.  |  | František Toman      | Není dostupný portrét    | ČSL       | 13. října 1980 – 20. září 1981       |                                                              |
| 6.  |  | Ladislav Kopřiva     | Není dostupný portrét    | ČSL       | 17. prosince 1981 – 18. června 1986  |                                                              |
| 7.  |  | Vladimír Šimek       | Není dostupný portrét    | ČSL       | 18. června 1986 – 29. června 1990    |                                                              |
| 8.  |  | Erich Sýkora         | Není dostupný portrét    | ČSL       | 12. října 1988 – 5. prosince 1989    |                                                              |
| 9.  |  | Jan Motl             | Není dostupný portrét    | KSČ       | 21. dubna 1988 – 5. prosince 1989    | předseda Výboru lidové kontroly                              |
| 10. |  | Bedřich Moldan       | Není dostupný portrét    | nestraník | 5. prosince 1989 – 29. června 1990   |                                                              |
| 11. |  | Tomáš Ježek          | Není dostupný portrét    | ODA       | 29. června 1990 – 20. července 1990  | poté ministr pro správu národního majetku a jeho privatizaci |
| 12. |  | Karel Dyba           | Není dostupný portrét    | OF        | 29. června 1990 – 20. července 1990  | poté ministr pro hospodářskou politiku a rozvoj              |
| 11. |  | Miroslav Grégr       | Miroslav Grégr roku 2015 | nestraník | 29. června 1990 – 20. července 1990  | poté ministr strojírenství a elektrotechniky                 |
| 11. |  | Jaroslav Šabata      |                          | OF        | 29. června 1990 – 2. července 1992   |                                                              |
| 12. |  | Stanislav Bělehrádek | Není dostupný portrét    | KDU-ČSL   | 2. července 1992 – 30. října 1992    | ministr pro hospodářskou soutěž                              |

## V rámci samostatné České republiky (1993–současnost)
| –   |  | Ministr            | Ministr               | Strana                       | Funkční období od – do                 | Gesce |
| --- |  | ------------------ | --------------------- | ---------------------------- | -------------------------------------- | --- |
| 1.  |  | Igor Němec         | Není dostupný portrét | ODS                          | 30. června 1993 – 4. července 1996     | vedoucí Úřadu vlády předseda Rady vlády pro výzkum a vývoj |
| 2.  |  | Pavel Bratinka     |                       | ODA                          | 4. července 1996 – 2. ledna 1998       | předseda Rady pro národnosti předseda Rady vlády pro výzkum a vývoj předseda Rady vlády pro zpravodajské a bezpečnostní služby předseda Rady pro nadace výkonný místopředseda Vládního výboru pro zdravotně postižené |
| 3.  |  | Miloslav Výborný   |                       | KDU-ČSL                      | 2. ledna 1998 – 15. června 1998        | předseda Legislativní rady vlády |
| 4.  |  | Jaroslav Bašta     |                       | ČSSD                         | 22. července 1998 – 23. března 2000    | ministr pro koordinaci tajných služeb |
| 5.  |  | Karel Březina      |                       | ČSSD                         | 23. března 2000 – 12. července 2002    | vedoucí Úřadu vlády |
| 6.  |  | Jaroslav Bureš     | Není dostupný portrét | ČSSD                         | 4. srpna 2004 – 25. dubna 2005         | předseda Legislativní rady vlády |
| 7.  |  | Pavel Zářecký      | Není dostupný portrét | ČSSD                         | 25. dubna 2005 – 16. srpna 2006        | předseda Legislativní rady vlády |
| 8.  |  | Cyril Svoboda      |                       | KDU-ČSL                      | 9. ledna 2007 – 23. ledna 2009         | předseda Legislativní rady vlády |
| 9.  |  | Pavel Svoboda      |                       | KDU-ČSL                      | 23. ledna 2009 – 8. května 2009        | předseda Legislativní rady vlády |
| 10. |  | Džamila Stehlíková |                       | Strana zelených              | 9. ledna 2007 – 23. ledna 2009         | ministryně pro lidská práva a národnostní menšiny |
| 11. |  | Michael Kocáb      |                       | nestraník za Stranu zelených | 23. ledna 2009 – 29. března 2010       | ministr pro lidská práva a národnostní menšiny |
| 12. |  | Štefan Füle        |                       | nestraník za ČSSD            | 8. května 2009 – 30. listopadu 2009    | ministr pro evropské záležitosti |
| 13. |  | Pavel Zářecký      | Není dostupný portrét | nestraník za ČSSD            | 30. listopadu 2009 – 13. července 2010 | předseda Legislativní rady vlády |
| 14. |  | Juraj Chmiel       |                       | nestraník za ODS             | 30. listopadu 2009 – 13. července 2010 | ministr pro evropské záležitosti |
| 15. |  | Petr Mlsna         |                       | nestraník, navržen LIDEM     | 12. prosince 2012 – 10. července 2013  | předseda Legislativní rady vlády |
| 16. |  | Jiří Dienstbier    |                       | ČSSD                         | 29. ledna 2014 – 30. listopadu 2016    | ministr pro lidská práva a rovné příležitosti předseda Legislativní rady vlády |
| 17. |  | Jan Chvojka        |                       | ČSSD                         | 1. prosince 2016 – 13. prosince 2017   | ministr pro lidská práva a rovné příležitosti předseda Legislativní rady vlády |
| 18. |  | Helena Langšádlová |                       | TOP 09                       | 17. prosince 2021 – 5. května 2024     | ministryně pro vědu, výzkum a inovace |
| 19. |  | Mikuláš Bek        |                       | STAN                         | 17. prosince 2021 – 4. května 2023     | ministr pro evropské záležitosti |
| 20. |  | Michal Šalomoun    |                       | Piráti                       | 17. prosince 2021 – 11. října 2024     | ministr pro legislativu |
| 21. |  | Martin Dvořák      |                       | STAN                         | 4. května 2023 – úřadující             | ministr pro evropské záležitosti |
| 22. |  | Marek Ženíšek      |                       | TOP 09                       | 16. května 2024 – úřadující            | ministr pro vědu, výzkum a inovace |